# Calomela
Calomela là một chi bọ cánh cứng trong họ Chrysomelidae.
Chi này được Hope miêu tả khoa học năm 1840.

## Các loài
Các loài trong chi này gồm:
- Calomela ioptera Baly, 1856
- Calomela relicta Reid, 1989
- Calomela selmani Daccordi, 2003